# Temple Grandin (film)
Temple Grandin is een biografische film uit 2010, geregisseerd door Mick Jackson. Actrice Claire Danes speelt de rol van Temple Grandin, een vrouw met autisme die bekend werd voor het bedenken en ontwikkelen van meer humane slachthuizen. De film debuteerde op 6 februari 2010 op de Amerikaanse zender HBO. De film is gebaseerd op het boek Emergence: Labeled Autistic geschreven door Temple Grandin en Margaret M. Scariano.

## Verhaal
De film begint met een jonge Temple Grandin, die tijdens de zomer haar tante bezoekt en er gaat helpen op de boerderij. Ze had altijd al een bijzondere fascinatie voor dieren, omdat ze vond, dat dieren op dezelfde manier denken als zijzelf. Toen ze een paniekaanval kreeg, ging ze in een toestel zitten waar het vee soms in wordt geleid en dat door het zacht samenpersen van de twee wanden het vee kalmeert. Ze merkte dat het haar ook erg kalmeerde. Later bouwde ze eenzelfde "druk-machine" om thuis bij een paniekaanval of een overdosis stress te kunnen kalmeren. De film focust verder op haar autisme, in een tijd toen er nog niet veel bekend over was en ze te kampen had met vooroordelen en pesterijen. Dankzij de steun van haar familie, kon ze haar studies succesvol afronden en werd ze een autoriteit in het ontwikkelen van "humane" slachthuizen. De film eindigt op een autismeconventie, waar ze voor een publiek een lezing geeft over hoe ze haar problemen heeft kunnen overwinnen.

## Cast
- Claire Danes als Temple Grandin
- Catherine O'Hara als Aunt Anne
- Julia Ormond als Eustacia Grandin
- David Strathairn als Professor Carlock
- Barry Tubb als Randy
- Stephanie Faracy als Betty Goscowitz
- Melissa Farman als Alice
- Steve Shearer als Jeff Brown
- David Born als Professor Shanklin
- Jenna Hughes als vierjarige Temple

## Prijzen en nominaties
De film werd genomineerd voor vijftien Emmy Awards en won er daarvan zeven, waaronder de Primetime Emmy Awards for Outstanding Made for Television Movie en Outstanding Lead Actress in a Miniseries or a Movie. Verder werd de film drie keer genomineerd voor een Screen Actors Guild Award. Claire Danes ontving in 2011 een Golden Globe voor haar hoofdrol, David Strathairn werd genomineerd voor een Golden Globe.